# Hughie Flint
Hughie Flint (* 15. März 1941 in Manchester, Lancashire) ist ein englischer Schlagzeuger, der bei verschiedenen englischen Bluesgruppen gespielt hat.

## Leben
Hughie Flint wurde in Manchester geboren und begann im Alter von 9 Jahren mit dem Schlagzeugspiel. Flint begegnete erstmals John Mayall, als dieser in einem örtlichen Jugendclub Musik unterrichtete und die Liebe Flints zum Blues weckte. Im Frühling 1964 wurde Flint Trommler von John Mayalls Bluesbreakers, bei denen er bis 1969 spielte.
1970 gründete er mit dem ehemaligen Gitarristen von Manfred Mann, Tom McGuinness, die Band McGuinness Flint, die mit When I’m Dead and Gone den zweiten Platz der UK-Charts erreichte. Nach dem Misserfolg der zweiten Langspielplatte wurde die Gruppe mehrmals umbesetzt und nahm noch einige Alben auf, endgültig aufgelöst wurde sie erst 1975.
1979 war er Gründungsmitglied von The Blues Band, gemeinsam mit Dave Kelly, Paul Jones, Gary Fletcher und Tom McGuinness. Nach der Veröffentlichung von Itchy Feet verließ er die Band und kehrte auch dem Musikgeschäft den Rücken zu.
In den späten 1980er-Jahren trat er in der Dokumentation Rock Family Trees auf, um über Mayalls Bluesbreakers und ihre verschiedenen Ableger zu sprechen. In einer BBC-Dokumentation wurde 1995 berichtet, dass er inzwischen als Pförtner in der Universität Oxford arbeite.

## Diskographie

### John Mayall & the Bluesbreakers
- John Mayall Plays John Mayall (1965)
- Blues Breakers with Eric Clapton (1966)
- Looking Back (1969) (Kompilation)
- Thru the Years (1971) (Kompilation)

### McGuinness Flint
- McGuinness Flint (1971)
- Happy Birthday, Ruthy Baby (1971)
- Lo & Behold (1972)
- Rainbow (1973)
- C’est La Vie (1974)
- Singles: When I’m Dead and Gone, Malt and Barley Blues

### The Blues Band
- The Official Blues Band Bootleg Album (1980)
- Ready (1980)
- Itchy Feet (1981)